# Camarosporium kriegeria
Camarosporium kriegeria är en svampart som beskrevs av Bres. 1896. Camarosporium kriegeria ingår i släktet Camarosporium, ordningen Botryosphaeriales, klassen Dothideomycetes, divisionen sporsäcksvampar och riket svampar.   Inga underarter finns listade i Catalogue of Life.